# Абжанов, Толеугазы Искакович
Толеугазы Искакович Абжанов (7 августа 1935, Кемеровская область, РСФСР — 11 сентября 2008, Караганда, Казахстан) — доктор философских наук (1993 г.), профессор (1994 г.), действительный член Академии социальных наук Республики Казахстан (1995 г.).

## Биография
В 1957 году окончил историко-филологический факультет Карагандинского государственного педагогического института. Трудовую деятельность начал в сельской школе.
С 1958 по 1960 годы работал инструктором орготдела Карагандинского облисполкома.
С 1960 по 1963 годы — литературный сотрудник газеты «Советтік Қарағанды».
С 1967 года преподавал на кафедре философии Карагандинского педагогического института.
С 1967 по 1970 годы — аспирант кафедры истории философии Киевского государственного университета. По окончании аспирантуры защитил кандидатскую диссертацию под руководством доцента Пашковой А. А. В этот период на развитие молодого ученого огромное влияние оказал знаменитый философ Павел Васильевич Копнин. В это же время благодаря Толеугазы Искаковичу сформировались устойчивые и плодотворные связи Алматинской и Киевской философских школ.
В 1990 году защитил докторскую диссертацию «Диалектика рассудка и разума в истории философии» под руководством Ж. М. Абдильдина.
В 1994 году по инициативе Толеугазы Искаковича была создана кафедра истории философии логики и религиоведения, которую он возглавил.
С 1997 по 2000 годы — заведующий кафедрой истории философии и теории культуры.
Скончался 11 сентября 2008 года, похоронен на мусульманском кладбище «Сокыр».

### Семья
Вместе с супругой Дамижан Алькеновной Алькеновой воспитали 3 детей и 7 внуков.

### Творчество
Творческая биография ученого во многом определялась идеями, питавшими казахстанскую философскую школу. Профессор Абжанов — автор более 60 публикаций, среди которых монографии, учебные пособия и статьи в сборниках материалов конференций и научных журналах России, Украины и Казахстана. Среди основных научных трудов философа можно назвать следующие:
1. Проблемы метода и теории познания в истории философии. Алматы, 1990.
2. Путь к человеку. Алматы, 1992.
3. Вехи истории мышления. Алматы, 1994.
4. Мышление. Разум. Нравственность. Алматы, 1994.
5. Қысқаша философия тарихы. Алматы, 2000.
6. Феноменология казахского духа. Караганда, 2003.
7. Жылдар тоғысында туған ойлар. Қарағанды, 2005.
Под руководством профессора Абжанова Т. И. сформировалась авторитетная в философской среде карагандинская школа истории философии.
Полвека педагогической и научной деятельности Толеугазы Искакович посвятил формированию теоретического мышления, философской культуры, развитию способностей самостоятельного мышления студентов и аспирантов. Яркие лекции по истории философии, немецкой классической философии и другим дисциплинам надолго запомнились многим поколениям выпускников Карагандинского государственного университета. Блестящий оратор, профессор Абжанов Т. И., сумел во многих учениках пробудить интерес к научной и философской деятельности.
Толеугазы Искакович успешно руководил научной работой аспирантов и магистрантов. Под его руководством защитили кандидатские диссертации молодые ученые А. К. Бокаева, А. С. Сагатова, М. М. Иманбеков, Е. М. Смагулов, Б. К. Рахимжанов.
Профессор Абжанов являлся инициатором проведения международных и республиканских научных конференций и круглых столов. Широкий резонанс вызвали в философской среде следующие международные конференции, инициатором проведения которых был Толеугазы Искакович:
- Теоретическое наследие И. Канта в конце XX века (1994 г.);
- Философия в начале III тысячелетия (2000 г.);
- Достоевский и мировая культура (2002 г.);
- Философия и культура (2004 г.).

Толеугазы Искакович всегда занимал активную гражданскую позицию, вел активную общественную деятельность. Он выступил одним из инициаторов создания и руководителей общества «Қазақ тілі», возглавлял его филиал в КарГУ. Яркие выступления на телевидении, в газетах, журналах, конференциях и круглых столах, посвященные сохранению духовного наследия казахского народа, судьбе родного языка и культуры, всегда вызывали широкий резонанс в среде интеллектуальной и культурной общественности Казахстана.
В последнее время профессор Абжанов Т. И. немало времени посвящал работе в рамках двух республиканских проектов по программе «Культурное наследие». В частности, он участвовал в написании многотомной «Казахской энциклопедии» и подготовке «Антологии мировой философии» на казахском языке. Переводы классических философских текстов Платона и Аристотеля на родной язык, которыми занимался ученый, — это огромный труд, призванный связать мировую и казахстанскую философскую мысль.

## Награды
- медаль «За освоение целинных земель»
- «Отличник народного просвещения Казахской ССР», «Победитель социалистического соревнования» (1976, 1977 гг.)
- грамота Министерства образования Республики Казахстан.